# Laemophloeus parasitus
Laemophloeus parasitus là một loài bọ cánh cứng trong họ Laemophloeidae. Loài này được Reitter miêu tả khoa học năm 1881.